# Thomas Ingenlath
Thomas Ingenlath (* 1964 in Krefeld) ist ein deutscher Autodesigner. Seit 2012 ist er Chief Design Officer bei Volvo Cars sowie von 2017 bis Oktober 2024 CEO von Polestar. Von 1991 bis 2012 war er in verschiedenen Positionen für die Volkswagen Gruppe tätig.

## Werdegang

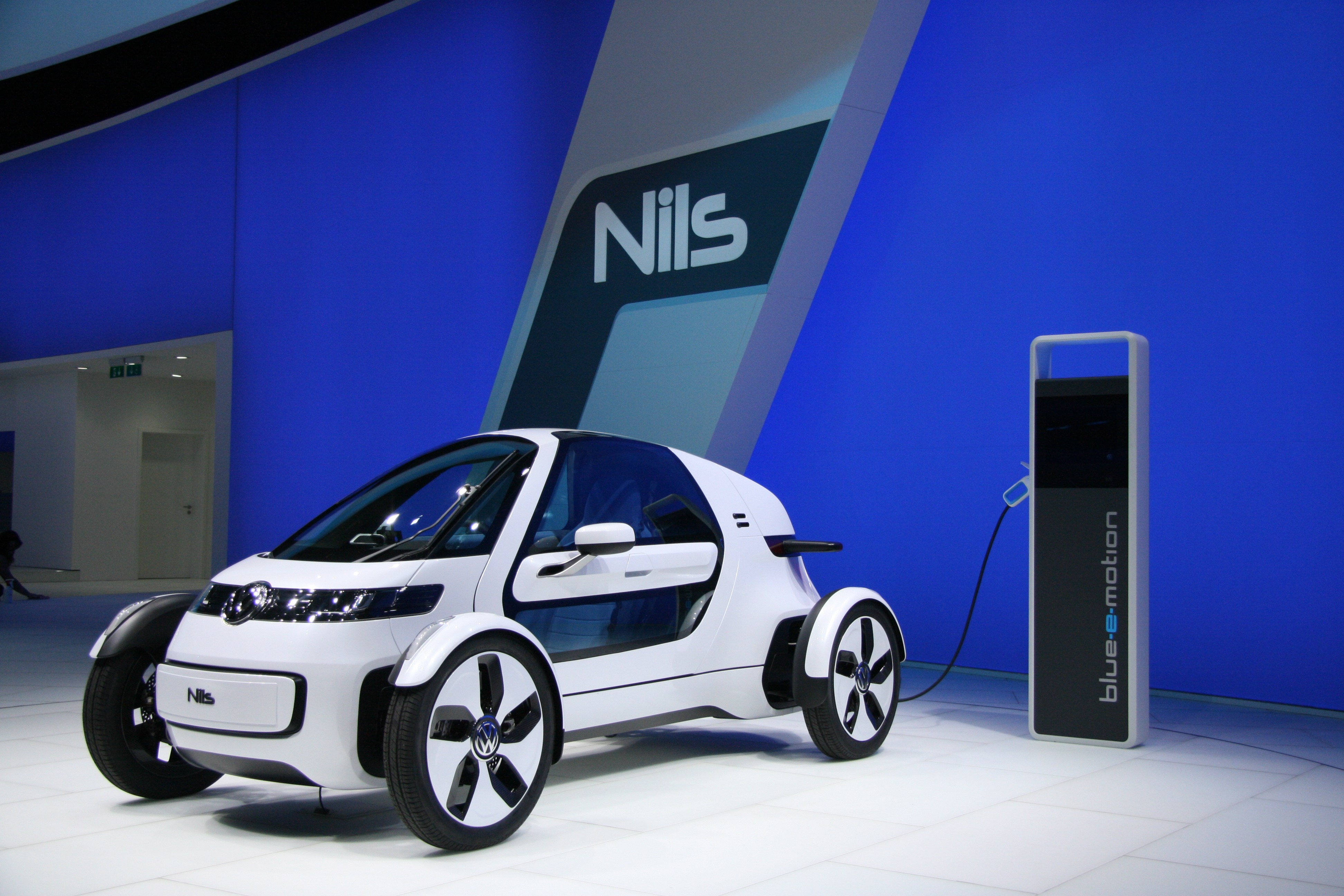
VW Nils auf der IAA, 2011

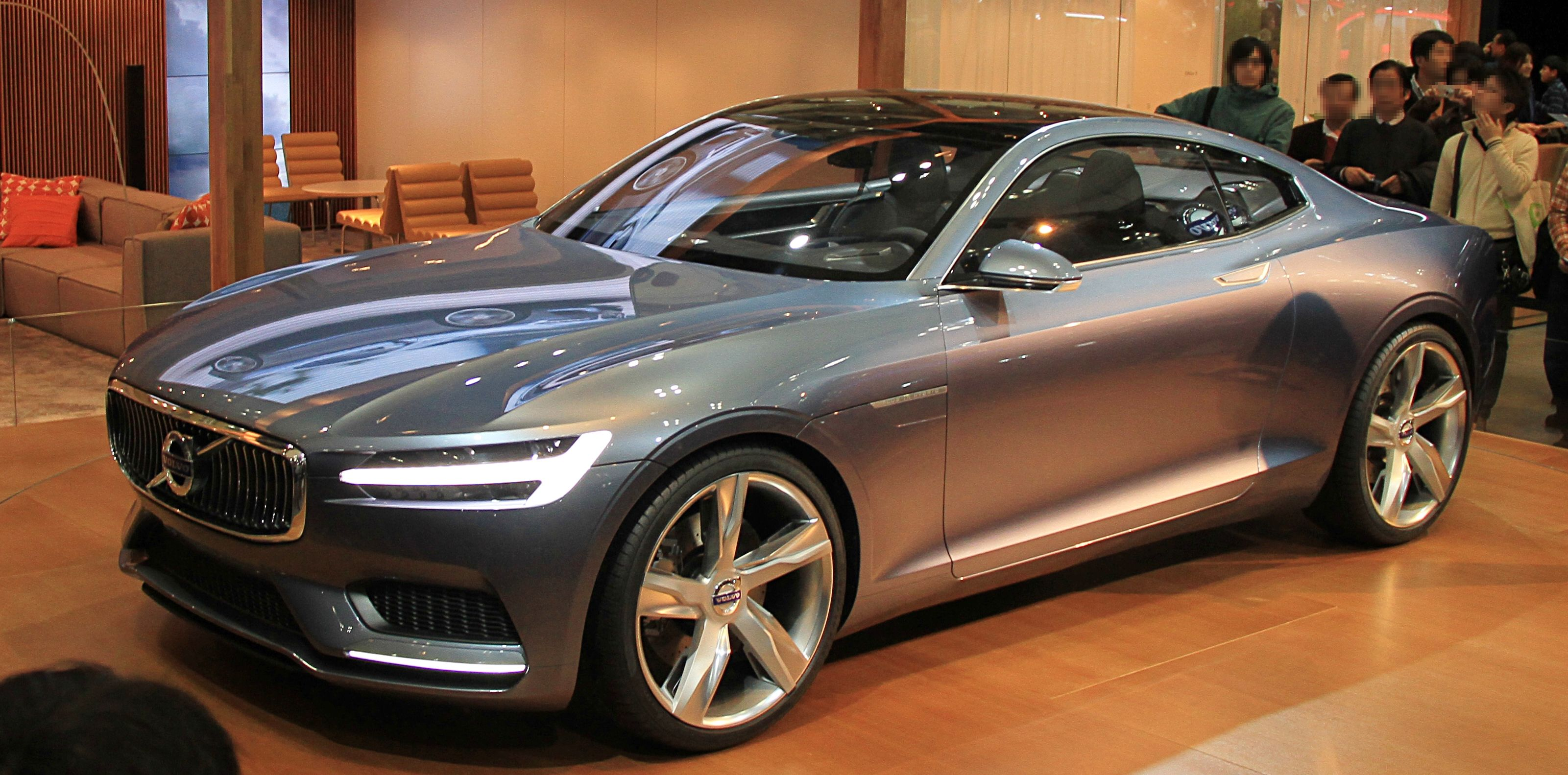
Volvo Concept Coupe, 2013

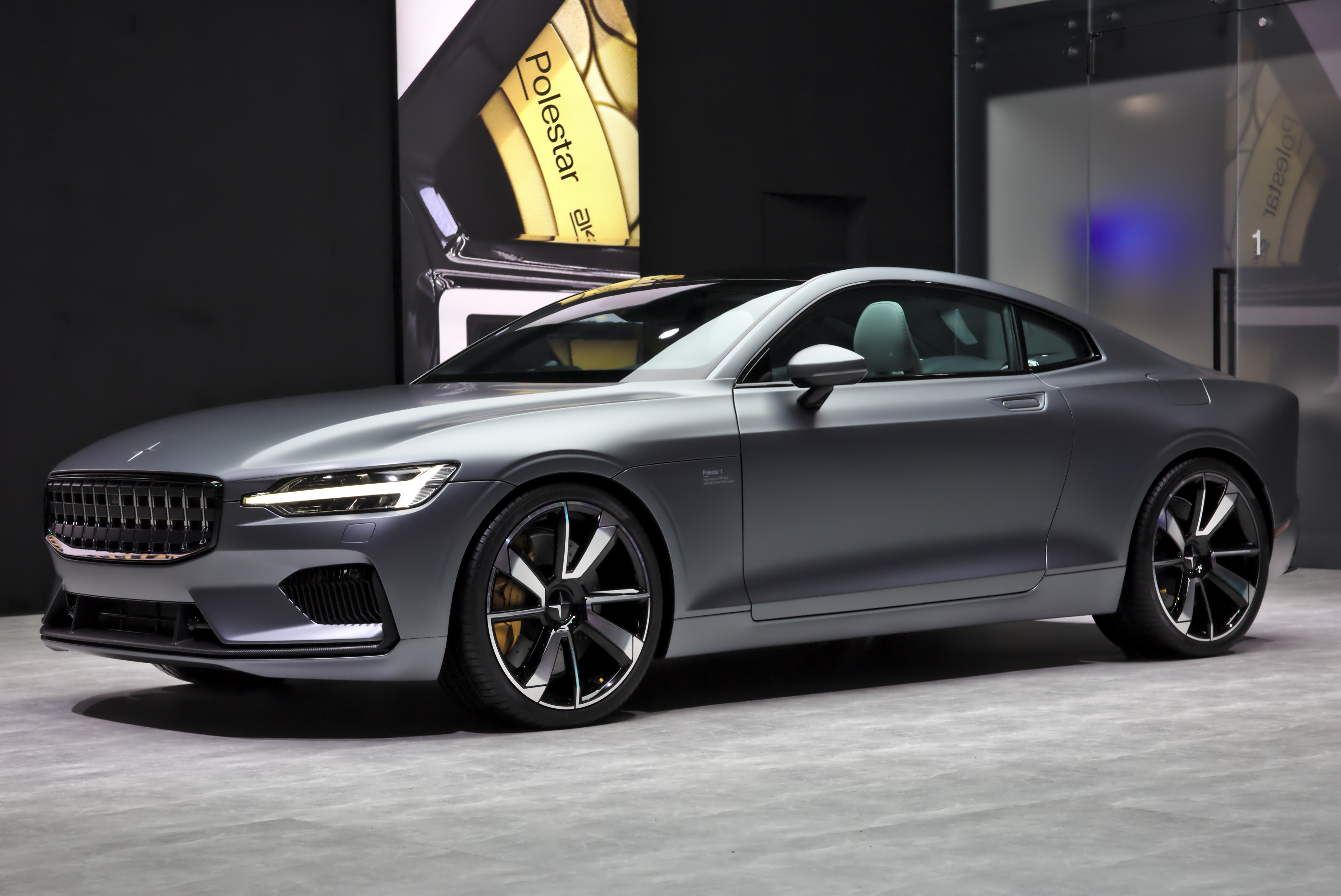
Polestar 1 in Genf, 2018

Thomas Ingenlath absolvierte sein Design-Studium an der Fachhochschule für Gestaltung Pforzheim und am Royal College of Arts in London, wo er sich auf Automobildesign spezialisierte. Nach seiner Einstellung bei der Volkswagen AG war er zunächst für Audi (1991–1994), später als Head of Exterior Design bei Volkswagen (1995–2000) und anschließend als Head of Design bei Škoda  (2000–2006) tätig.  Von 2006 bis 2012 betreute er als Direktor des Volkswagen Design Center in Potsdam Projekte aller Marken der Volkswagen AG. 
2012 wechselte Ingenlath zu Volvo, wo er die Gesamtverantwortung für das Volvo-Design übernahm. Seit 2017 ist er CEO des Elektroauto-Herstellers Polestar. Er wurde mit dem „Design Hero 2017“ des britischen Motormagazins Autocar ausgezeichnet.
Anfang Oktober 2024 löste Michael Lohscheller, der unter anderem Vorstandsvorsitzer von Opel war, Ingenlath als CEO von Polestar ab.

## Designs (Auswahl)
- Škoda Superb,  Škoda Fabia und  Škoda Roomster
- VW NILS-Konzept[2]
- Volvo Concept Coupé (2013)[7]
- Volvo Concept XC Coupe, Volvo XC90 (2. Generation), Volvo S90 (2015), Volvo V90 (2016)
- Polestar 1